# Лихтенау-им-Вальдфиртель
Лихтенау-им-Вальдфиртель (нем. Lichtenau im Waldviertel) — ярмарочная коммуна (Marktgemeinde) в Австрии, в федеральной земле Нижняя Австрия.
Входит в состав округа Кремс. Население — около 2,0 тыс. человек. Занимает площадь 58,36 км². Официальный код — 31324.

## Политическая ситуация
Бургомистр коммуны — Хуберт Нёбауэр (АНП) по результатам выборов 2005 года.
Совет представителей коммуны (нем. Gemeinderat) состоит из 21 места.
- АНП занимает 18 мест.
- СДПА занимает 3 места.